# EniChem Anic
L'EniChem Anic S.p.A. è stata la controllata del gruppo EniChem operante nel settore della petrolchimica e della chimica di base (o primaria).

## Storia

### Origini
Prese il suo nome dall'Anic, la vecchia azienda petrolchimica dell'Eni che fino al 1983 gestiva le produzioni petrolchimiche del gruppo; l'Anic era controllata, dal 1981, dall'EniChimica S.p.A. e con la nascita dell'EniChem era confluita in quest'ultima. Con la nascita, nel 1984, dell'EniChem Anic S.p.A., è stata ripresa in parte la vecchia denominazione, ma questa nuova società non acquisì tutti i settori completi che erano stati dell'Anic. Le produzioni principali erano infatti limitate ai seguenti prodotti: cloro-soda e derivati, glicol etilenico, etilene, dicloroetano, fenolo, stirene, butadiene, benzene, toluene, acetilene, xilene ed
etilbenzene. Gli stabilimenti produttivi si trovavano ad Assemini, Brindisi, Gela, Mantova, Porto Marghera, Porto Torres, Priolo e Ravenna.

### Il confluimento in Enimont
Nel 1988 l'EniChem conferirà le attività della controllata EniChem Anic alla neonata società Enimont (joint-venture tra Eni e Montedison). In seguito allo scandalo e alla crisi di quest'ultima (1991), le attività ritorneranno interamente sotto il controllo dell'EniChem.

### L'incorporazione in EniChem Società di Partecipazioni
Il 1º gennaio 1996 l'EniChem Anic venne infine incorporata in EniChem Società di Partecipazioni S.r.l. (quest'ultima incorporata poi, il 1º gennaio 1999, nella società EniChem S.p.A).